# Souvrství I-sien
Souvrství I-sien (pchin-jinem: Yixian) je geologická formace, jejíž výchozy se nacházejí v oblasti provincie Liao-ning (severovýchodní Čína). Je spodnokřídového stáří (geologické stupně barrem až apt, asi 125 milionů let před současností). Novější zpřesněné datování udává geologické stáří přibližně 125,8 (± 1,0) milionu let a 126,0 (± 0,8) milionu let pro dva různé vzorky, datované metodou argon-argon. Další datování udává stáří 125,8 až 124,1 milionu let. Souvrství se proslavilo významnými paleontologickými objevy, včetně mnoha výborně zachovaných exemplářů dinosaurů (mj. také tzv. opeření dinosauři), ptakoještěrů a "praptáků". Celkově je tzv. Jeholská biota datována asi na dobu 135 až 119 milionů let před současností. Podobná fauna a flóra existovala ve stejné době také na území Jižní Koreje.

## Historie a význam

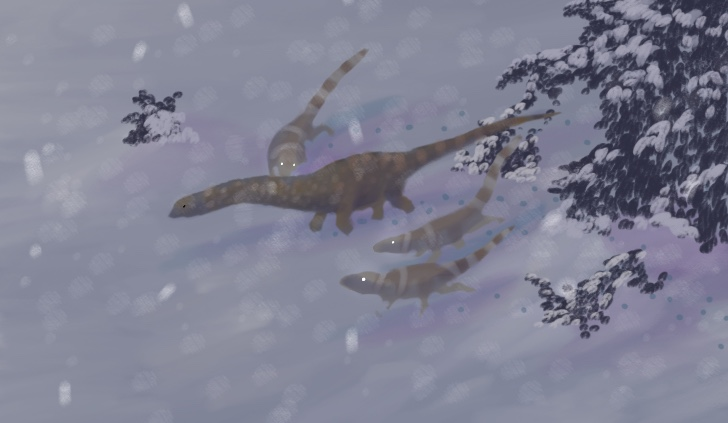
Sauropod druhu Dongbeititan dongi se brání útoku smečky teropodů druhu Yutyrannus huali. V zimě mohl v ekosystémech souvrství I-sien padat sníh, což bylo na poměry druhohorní éry (mimo polární oblasti) poměrně neobvyklé.

Od roku 1949 až do 90. let mohli v oblasti pracovat pouze čínští vědci, teprve později byl umožněn výzkum i západním paleontologům. V roce 1996 zde byli poprvé objeveni a popsáni již zmiňovaní opeření dinosauři, jako byl například menší teropod Sinosauropteryx nebo "spící" Mei long. Také ornitopod rodu Changmiania byl odtud popsán v podobě dvou koster v "odpočívající" pozici. Zároveň je odtud znám také největší opeřený živočich dějin (s prokazatelným opeřením), tyranosauroid druhu Yutyrannus huali, vědecky popsaný roku 2012. Žili zde však také ornitopodní a sauropodní dinosauři, malí rohatí dinosauři a nejméně jeden druh ankylosaura. Kromě dinosaurů zde však žilo také množství hmyzu, pravěkých obojživelníků, nearchosaurních plazů a starobylých typů savců a praptáků.
V sedimentech této geologické formace již byly objeveny celé fosilizované kmeny stromů, včetně jejich kořenového systému. Objeveny zde byly také vzácné a významné fosilie raných forem krytosemenných rostlin, a to bylin i dřevin.

## Paleoekologie
Podnebí v ekosystémech tohoto souvrství bylo převážně subtropické až chladnější (odpovídající zhruba dnešnímu mírnému klimatickému pásmu), s průměrnou roční teplotou kolem 10 °C a teplotami v zimě pod bodem mrazu. Výzkumy letokruhů fosilních jehličnanů a izotopů kyslíku v sedimentech tohoto souvrství potvrdily, že dinosauři a další organismy zde museli snášet sníh a led. Tato skutečnost zároveň vysvětluje přítomnost pernatého pokryvu těla většiny zde žijících dinosaurů – plnilo úlohu nezbytné ochrany tělesné teploty. Některé výzkumy ukazují, že fauna tohoto souvrství ve skutečnosti obývala vysoké nadmořské polohy (asi 2800 až 4100 m n. m.).
Skvěle dochované fosilie a obraz celého ekosystému byly zachovány v průběhu relativně krátké doby (celá sekvence nepřesahuje délkou zhruba 93 000 let), a to zejména krátkodobými událostmi typu opakujících se sopečných bahnotoků, nikoliv katastrofickými erupcemi podobnými pohřbení Pompejí vinou erupce Vesuvu v roce 79 př. n. l. (jak se dříve předpokládalo).
Součástí ekosystémů tohoto souvrství byly také starobylé formy krytosemenných (kvetoucích) rostlin, které významně přispívají k pochopení rané evoluce této extrémně úspěšné skupiny rostlin.
Součástí místní fauny byli například také početní zástupci želv.

## Neobvyklé objevy
U malého opeřeného dinosaura rodu Caudipteryx, žijícího před 125 miliony let a známého podle fosilií z tohoto souvrství, byla v roce 2021 identifikována fosilie původní buněčné struktury, která by mohla být chromatinem (obsahovat jakési pozůstatky komplexu DNA a bílkovin).